# Sigi Denk
Siegfried "Sigi" Denk (Braunau am Inn, 10 de fevereiro de 1951 — Viena, 5 de março de 1982) foi um ciclista austríaco de ciclismo de estrada. Competiu nos Jogos Olímpicos de Verão de 1972 em Munique, onde fez parte da equipe austríaca que terminou em décimo lugar na prova de 100 km contrarrelógio por equipes.